# Geschiedenis van Noorwegen

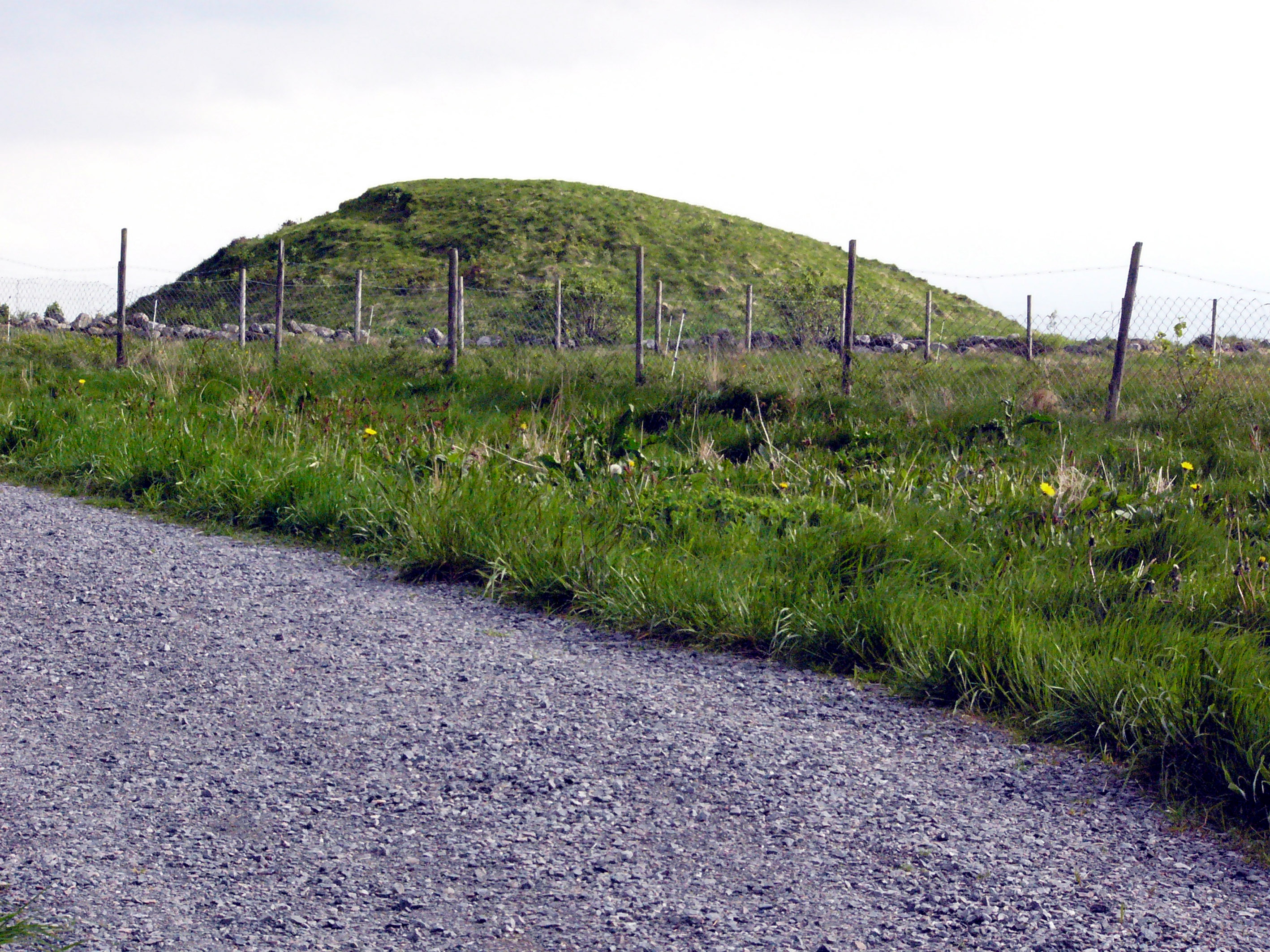
Grafheuvel in Rogaland

Het huidige koninkrijk Noorwegen vierde in 2005 zijn honderdjarig bestaan. De geschiedenis van Noorwegen als aparte natie gaat echter veel verder terug. Dit artikel beschrijft de geschiedenis van Noorwegen.

## Etymologie
Volgens de traditionele IJslandse saga's is het Noor in Noorwegen afkomstig van koning Nor Thorrasson - zie Orkneyinga Saga.
Moderne etymologen geloven dat de naam van het land "de noordelijke weg" betekent. Deze noordelijke weg is de naam van een straat tussen het eiland Karmøy en het vasteland.
De eerste koning van Noorwegen, Harald Schoonhaar, woonde op het eiland toen hij zijn rijk verenigde.
Deze straat had enig belang, omdat het de enige praktische scheepsroute naar het noorden was. De straat was de "weg naar het noorden", en zo kreeg het koninkrijk zijn naam - in het Oudnoors Norvegr of *Norðvegr, in het Angelsaksisch Norþweg, in het middeleeuws Latijn Northvegia. De huidige naam van Noorwegen in het Nynorsk is Noreg, wat maar een paar letters afwijkt van het originele "noordelijke weg": Nor(d)-(v)eg.
Volgens het middeleeuwse Flateyjarbók werd het koninkrijk, Noregr (Noorwegen), vernoemd naar de legendarische koning Nor, de zoon van Thorri, een afstammeling van de reus Fornjot.

## Prehistorie
De eerste bewoning van Noorwegen wordt gedateerd rond het jaar 10.500 voor Christus. De mensen van de Brommecultuur jaagden op rendieren en andere prooidieren tijdens hun lange trek naar het noorden. Deze eerste bewoners kwamen vanuit Denemarken en Noordwest-Europa. Het land dat ze bevolkten was eeuwenlang bedolven geweest onder zware ijskappen. Rond deze tijd was het westen van Noorwegen reeds ijsvrij, en dus geschikt voor bewoning. Stenen werktuigen, die bij een opgraving in de omgeving van Rennesøy zijn gevonden werden rond 10.000 gedateerd. De oudste gebruiksvoorwerpen stammen uit 10.500 voor Christus en werden gevonden in de omgeving van Øygarden.
Dat de eerste Noren jagers zijn die in kleine groepen leven blijkt uit de rotstekeningen die ze ons nalaten. Meestal beelden ze rendieren, elanden, herten, beren en vissen uit. Soms zijn ook mensen en hun boten afgebeeld.

### Neolithicum
Vijf- tot zesduizend jaar geleden schakelt men over op de landbouw, ook dat is aangetoond door archeologische vondsten. Deze evolutie doet zich vooral voor in het zuiden, in het noorden blijft men jagen. 

### Bronstijd
Als opvolger van de plaatselijke laat-neolithische bootbijlcultuur ging de Noordse bronstijd zonder grote breuken over in de er op volgende culturen, en kan men haar etnische en linguïstische karakter als Noord-Germaans beschouwen.

### IJzertijd
De Noordse bronstijd werd gevolgd door de Noordse ijzertijd, beginnend met de pre-Romeinse ijzertijd en later de Romeinse ijzertijd. Grafvondsten tonen aan dat er banden geweest zijn met culturen in het zuiden van Europa. In deze periode wordt ook het schrift, in de vorm van runentekens, bekend in Scandinavië. De volksverhuizingen (400 tot 550) betekenen een onrustige periode in de Europese en Noorse geschiedenis. De aanwezigheid van boerderijen in de randgebieden wijst erop dat het land het verzadigingspunt had bereikt. De Romeinse ijzertijd ging over in de Germaanse ijzertijd.

## Vikingtijd (800-1050 na Chr.)

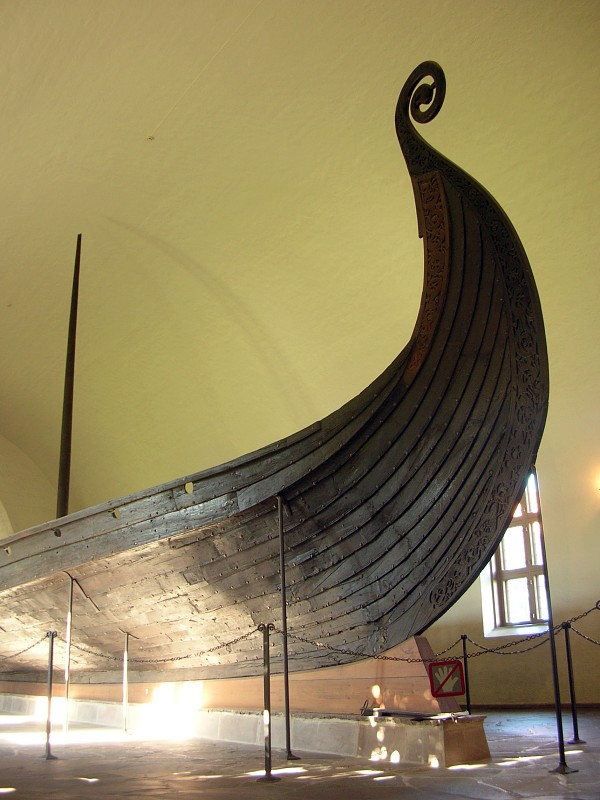
Het Osebergschip in het Vikingskipshuset te Oslo.

De Vikingtijd markeert het einde van de prehistorie in Noorwegen. De kennis over deze periode halen we eveneens uit archeologische vondsten en sagen. De plundering op 8 juni 793 van het klooster van Lindisfarne, voor de noordoostkust van Engeland, wordt beschouwd als het begin van de Vikingtijd. Het beeld van de woeste, wrede en plunderende Vikingen klopt slechts deels. De Vikingen maken ook vreedzame tochten met het oog op handel en kolonisatie. Noorse Vikingen vestigen zich o.a. op de Shetlandeilanden en het Isle of Man en stichten Dublin. Ook in IJsland en Groenland vindt men onbewoond land. De huidige IJslanders stammen af van de kolonisators. Op Groenland sterven de Noorse gemeenschappen na een paar eeuwen om een nog onbekende reden uit. De Vikingen zijn ervaren zeevaarders met snelle en wendbare schepen. Zo is bekend dat ze meerdere malen Amerika hebben bereikt. De Vikingtijd bereikt zijn hoogtepunt in 1066. Dan wordt de Noorse koning Harald Hardråda verslagen bij de Slag bij Stamford Bridge in Engeland.
De oudste geschreven geschiedschrijving van Noorwegen gaat terug tot rond de 8e eeuw n.Chr.; in die tijd bestaat wat nu Noorwegen is uit zo'n 29 minikoninkrijkjes. In de negende eeuw vormen de gebieden nog geen eenheid. Er zijn twee gemeenschapsvormen: de kleine vorstendommen en de volksvergaderingen of tings. De eenmaking van Noorwegen heeft verscheidene redenen. Allereerst willen de boeren vrede en stabiliteit, vooral in de rijke kustgebieden dan. Ook worden sommige koningen, door huwelijken, steeds machtiger. De kleine vorsten in Viken, het gebied rond de Oslofjord, spelen een belangrijke rol in dit proces. District na district brengen ze onder hun heerschappij. Met de Slag van Hafrsfjord (ca. 872) kan koning Harald Schoonhaar zich meester maken van grote delen van het Noorwegen. Het eenwordingsproces gaat echter nog enkele decennia door. Dat is het gevolg van de strijd tussen de vijandige Noorse stamhoofden onderling en tussen Noren en andere volkeren. In 1060 lijkt de eenmaking voltooid te zijn.

## Eerste Noorse Koninkrijk

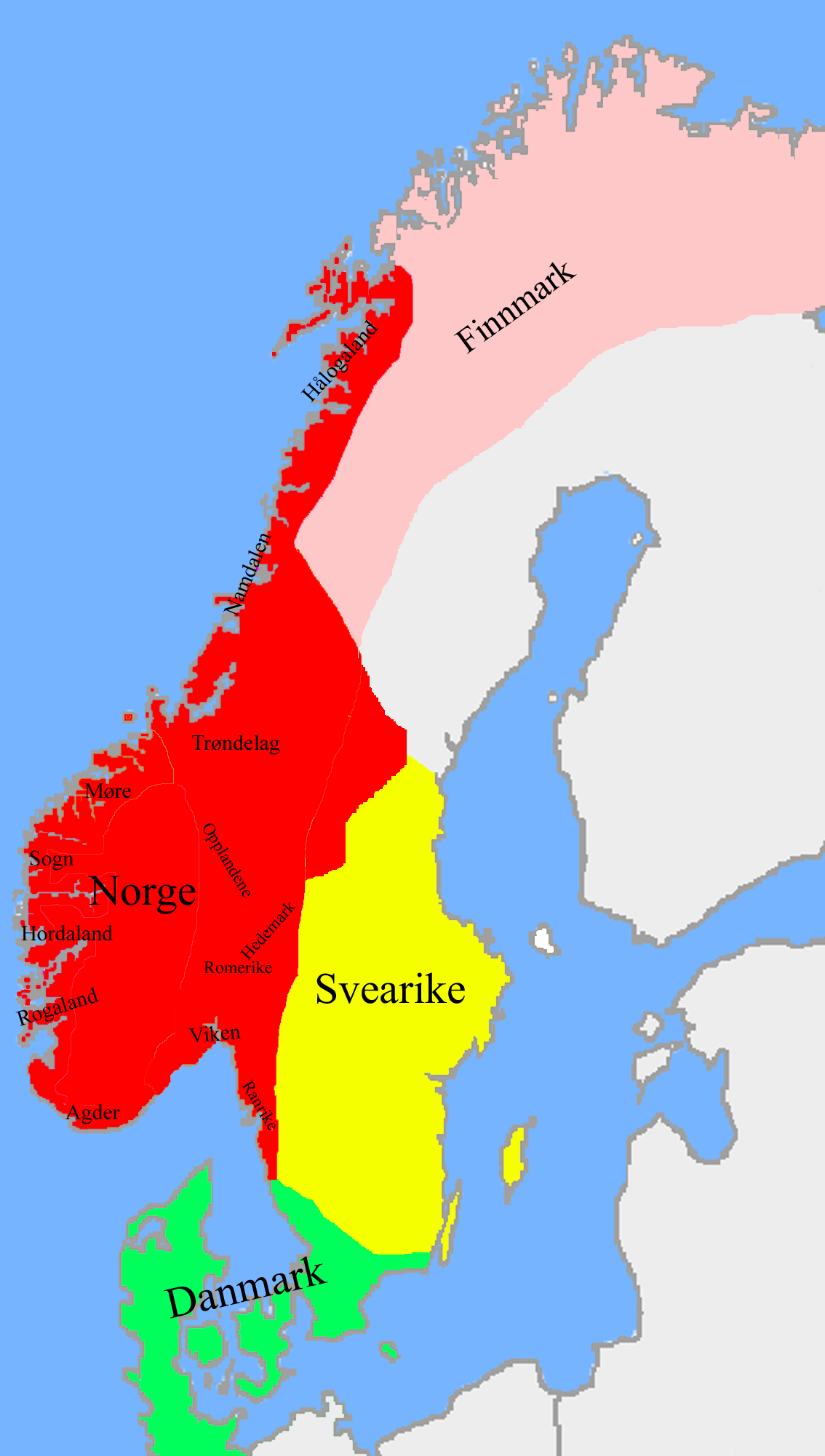
Het koninkrijk in 1020.

Nadat Harald Schoonhaar het rijk heeft verenigd zullen zijn nazaten – met enkele korte onderbrekingen – regeren tot 1319.
Het jaar 1130 is een keerpunt in de Noorse geschiedenis. Allereerst is het de overgang van een periode van vrede naar een periode van conflicten en burgeroorlog die duurt tot 1227. Maar 1130 wordt ook beschouwd als het begin van de hoge middeleeuwen; het begin van een bevolkingsgroei, consolidatie binnen de kerk en de opkomst van de steden. De macht van de monarchie neemt in de twaalfde en dertiende eeuw toe: een overwinning op de kerk en de leenheren. Boeren worden pachter in plaats van eigenaar en aan de slavernij komt een einde.
Rond 1200 heerst de Noorse koning over land van het eiland Man in de Ierse Zee tot het Kola schiereiland in het oosten. Groenland en IJsland worden in 1262 afhankelijke gebieden, terwijl Noorwegen in 1266 de heerschappij over Man en de Hebriden verliest bij het Verdrag van Perth, waarmee de Schots-Noorse Oorlog tot een einde komt.
De komst van het christendom neemt een lange periode in beslag, mogelijk zelfs twee eeuwen. Het is het gevolg van handelscontacten in het christelijke Europa en de Vikingtochten. Zendelingen van de Engelse, Duitse en Deense kerken slagen erin het traditionele geloof in de goden te verzwakken. Uit de wetgeving blijkt dat rond 1100 het christendom al stevig verankerd is in Noorwegen. Een centrale rol hierbij speelt koning Olav Haraldsson (‘de Heilige’) die sterft in de Slag bij Stiklestad op 29 juli 1030. Hij wordt Noorwegens beschermheilige, Sint Olav, en zijn graf in de Nidaros kathedraal in Trondheim groeit uit tot de belangrijkste bedevaartplaats van Noord-Europa. Het aartsbisdom van Nidaros komt er in 1153. De Noorse aartsbisschop gaat ook een belangrijke politieke rol spelen. In 1537 wordt door middel van een koninklijk besluit de reformatie afgedwongen. Vanaf de vroege zeventiende eeuw is het Lutherse geloof de enige geloofsovertuiging in het land.

## Naar de Unie van Kalmar (ca. 1350-1536)
Het politieke zwaartepunt verschuift intussen van het zuidwesten naar de gebieden rond de Oslofjord. Koning Haakon V maakt Oslo, dan nog een onbelangrijk groepje huizen, tot zijn hoofdstad. Andere steden als Bergen en Trondheim zijn in die tijd veel groter. In 1350, als de pest Noorwegen bereikt, wonen er tweeduizend mensen in de hoofdstad. De pest houdt verschrikkelijk huis en brengt de bevolking terug tot de helft of zelfs een derde. De koning en de adel zijn hierdoor genoodzaakt inkomsten te halen uit grondbezit, ongeacht de landsgrenzen. Zo leveren ze een bijdrage tot het ontstaan van politieke unies in de Scandinavische landen. Van 1319 tot 1343 hebben Noorwegen en Zweden een gezamenlijke monarchie. Haakon VI is de zoon van de Zweedse koning Magnus Eriksson. Erikssons moeder Ingebjørg is de dochter van Haakon V van Noorwegen en wettige troonopvolgster van Noorwegen. Zo komt Ingeborgs zoon, Haakon VI op de Noorse troon. Haakon VI huwt Margrete, de dochter van de Deense koning Valdemar Atterdag. Haakons en Margaretha’s zoon, Olaf, wordt na de dood van Valdemar (1375) de Deense vorst en vijf jaar later bestijgt hij ook de Noorse troon. Op die manier worden drie Scandinavische landen verenigd in de Unie van Kalmar (1397-1523). Die zal 180 jaar standhouden, tot Zweden zich in 1536 losrukt uit de unie.
De late middeleeuwen zijn een periode van economisch verval. De pest heeft de bevolking uitgedund, de inkomens dalen, het Hanzeverbond is nadelig voor de Noorse economie of de verarming van de grond. Het zouden allemaal redenen zijn voor de achteruitgang. Zo wordt Denemarken het belangrijkste land in de regio. De Noorse adel kwijnt langzaam weg, het nationale zelfbewustzijn van de Noren kalft af. De Unie met Denemarken wordt in 1450 bezegeld met een verdrag. Dit verdrag belooft de Noren de gelijkwaardigheid van de twee landen, maar dat blijft slechts theorie.

### Banden met de Nederlanden
In de eerste decennia van de zestiende eeuw bestaan er sterke economische banden met de Nederlanden. De Amsterdamse bankier Pompeius Occo is zowel bankier van de aartsbisschop van Nidaros, Erik Valkendorf, als van koning Christiaan II van Denemarken. Deze laatste is gehuwd met de Habsburgse prinses Isabella van Oostenrijk, een zus van de latere keizer Karel V.
Een hardnekkige legende verhaalt dat Isabella op weg naar haar bruiloft in Kopenhagen op de Noordzee in een verschrikkelijk noodweer zou zijn beland. Ze beloofde God dat, wanneer ze veilig aan land zou komen, ze haar nieuwe vaderland vijf altaarstukken te schenken.
Er bevinden zich langs de Noorse west- en noordkust daadwerkelijk vijf laatmiddeleeuwse retabels die aan een Noord-Nederlandse werkplaats worden toegeschreven, om precies te zijn aan de werkplaats van de anonieme Meester van de Utrechtse Stenen Vrouwenkop. De retabels bevinden zich in de dorpskerken van Ørsta, Grip, Leka, Hadsel en Røst. Ze worden gedateerd rond 1520. Waarschijnlijk zijn ze via de stokvishandel vanuit de Nederlanden in de respectieve Noorse dorpen beland. De ligging van de dorpen in de belangrijkste productieregio's van stok- en klipvis én het feit dat er zeer intensief handelscontact tussen Noorwegen en de Nederlanden is in deze periode lijkt deze hypothese te bevestigen. De vijf altaarstukken staan in de literatuur bekend als de Leka-groep.

## De unie met Denemarken (1536-1814)
In 1536 houdt Noorwegen als onafhankelijk koninkrijk op te bestaan. Deense edellieden gaan nu het land besturen. Noorwegen en zijn bezittingen zinken snel weg tot provinciestatus in de periode van het koningschap van Koninkrijk van Denemarken en Noorwegen. De Deense periode kan in vier subperiodes verdeeld worden:
- De hervorming in Noorwegen (1536–1596). De macht van Noorwegen wordt verder verzwakt door de ontbinding van de onafhankelijke Noorse kerk in 1537.
- De Noordse Oorlogen (1596–1720). De band met Denemarken sleurt Noorwegen ook mee in de oorlogen tegen Zweden en de Baltische staten. Deze periode is er een van vrijwel voortdurende oorlog en voorbereiding tot oorlog, inclusief de Kalmaroorlog (1611–1613), de Dertigjarige Oorlog (1618–1648), de Noordse Oorlog (1655-1660), de Schoonse Oorlog (1675–1679) en uitlopend op de Grote Noordse Oorlog (1700–1721).
- De periode van vrede en voorspoed (1721–1770). Gedurende de 18e eeuw geniet Noorwegen een periode van voorspoed en werd een steeds belangrijker deel van de verenigde koninkrijken.
- Nationaal ontwaken en voorbereiden voor onafhankelijkheid (1770–1814). Met Frederik III, koning vanaf 1660, wordt de absolute monarchie ingevoerd. Noorwegen wordt officieel vanuit Kopenhagen bestuurd, maar de echte macht is in handen van rijksfunctionarissen. Die beginnen stilaan begrip te krijgen voor de Noorse standpunten. Gedurende deze periode wordt een beleid opgesteld om de twee landen als een economische eenheid te behandelen. De Denen krijgen het alleenrecht op de verkoop van graan in Zuidoost-Noorwegen, terwijl de Noren een vergelijkbaar monopolie krijgen voor ijzer in Denemarken. De middenklasse, ontstaan door de economische ontwikkeling, vormt de aanzet tot een ontluikend nationaal bewustzijn. Ook het verzet tegen de pogingen om Kopenhagen tot economisch middelpunt van beide landen te maken is daarin van belang geweest. Neem daarbij nog de sfeer van de Amerikaanse onafhankelijkheidsoorlog en de Franse Revolutie die het nationale bewustzijn enkel maar sterker maken. De Noren willen een eigen universiteit en nationale bank. Dit wordt afgewezen door de Denen. Tijdens de napoleontische oorlogen (1807-1814) komt deze ontwikkeling in een stroomversnelling. Het koninkrijk is in die tijd een Franse bondgenoot. De continentale blokkade isoleert Noorwegen van Denemarken. Er is grote schaarste en een overheidscommissie van hoge functionarissen gaat het land besturen. Uiteindelijk gaat koning Frederik VI akkoord met de oprichting van een nationale universiteit.

## Unie met Zweden (1814-1870)

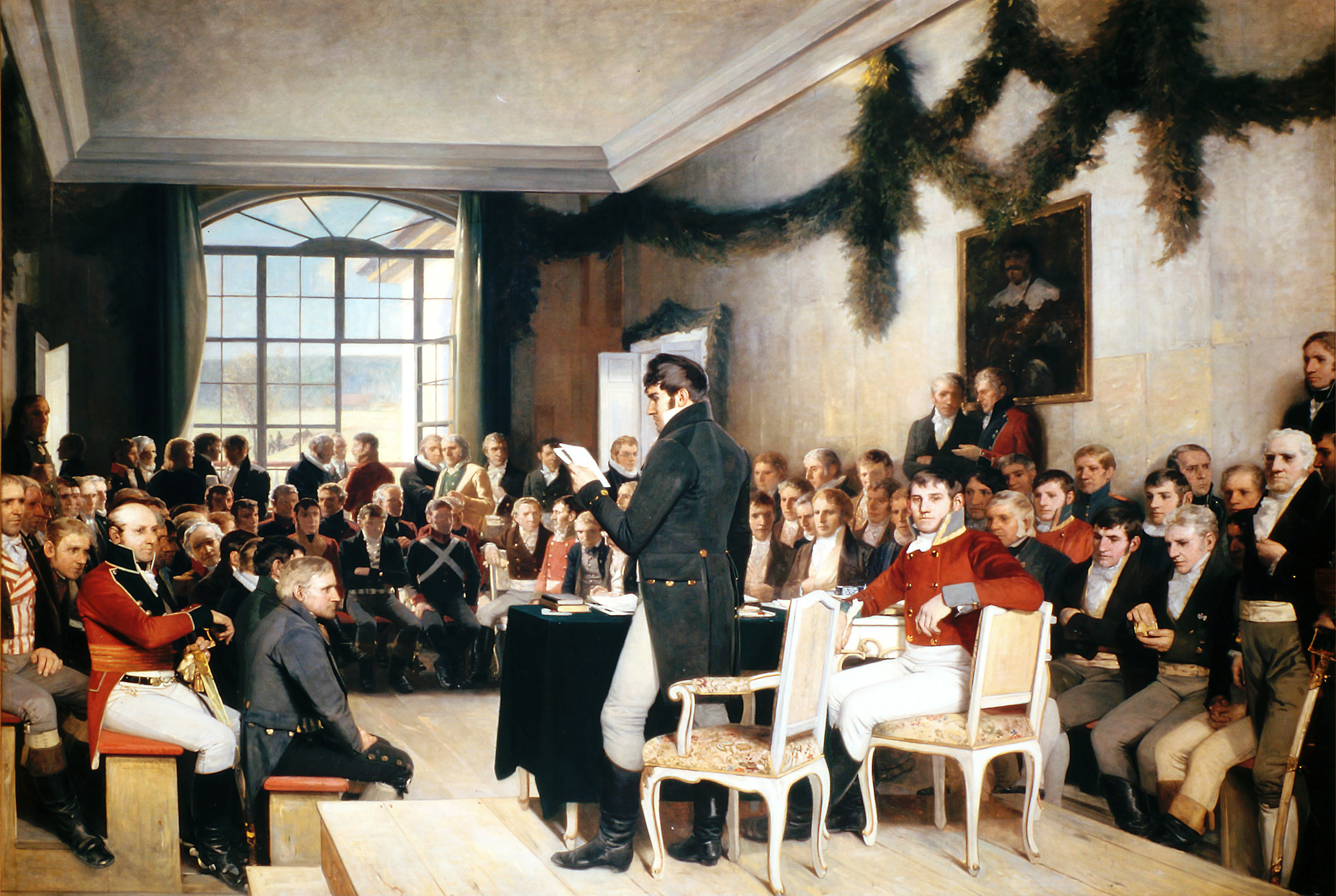
Grondwetgevende vergadering in Eidsvoll in 1814

De Slag bij Leipzig wordt een grote nederlaag voor Napoleon. Zweden zit in tegenstelling tot Denemarken wel in het kamp van de overwinnaars. Omdat Zweden Finland is kwijtgeraakt aan de Russische tsaren wil men nu graag Noorwegen. De bondgenoten beloven Zweden Noorwegen als oorlogsbuit. Na een militaire aanval op Denemarken staat de Deense koning Noorwegen aan de Zweedse rivalen af. Er komt hiermee een einde aan een 434 jaar durende unie. Noorwegen zou nu weer een onafhankelijke staat worden, zij het in personele unie met Zweden. Noorwegen mag van de Zweden een eigen grondwet, nationale vertegenwoordiging en bestuur bezitten. Christian Frederik, neef van de Deense koning en op dat moment regent van Noorwegen, probeert in samenspraak met zijn oom een opstand tegen de Zweden op touw te zetten. Zo zou de Deens-Noorse unie alsnog hersteld kunnen worden. In Eidsvoll (zeventig kilometer ten noorden van Oslo) komt een vergadering bijeen om de Noorse grondwet op te stellen. Op zeventien mei 1814 wordt de grondwet aangenomen met Christian Frederik als koning. De Zweden zijn niet akkoord en lopen de Noren militair onder de voet. Er wordt een akkoord met Noorwegen gesloten: de Noorse grondwet mag blijven mits enkele voor de unie noodzakelijke aanpassingen. De Unie met Zweden is een feit.

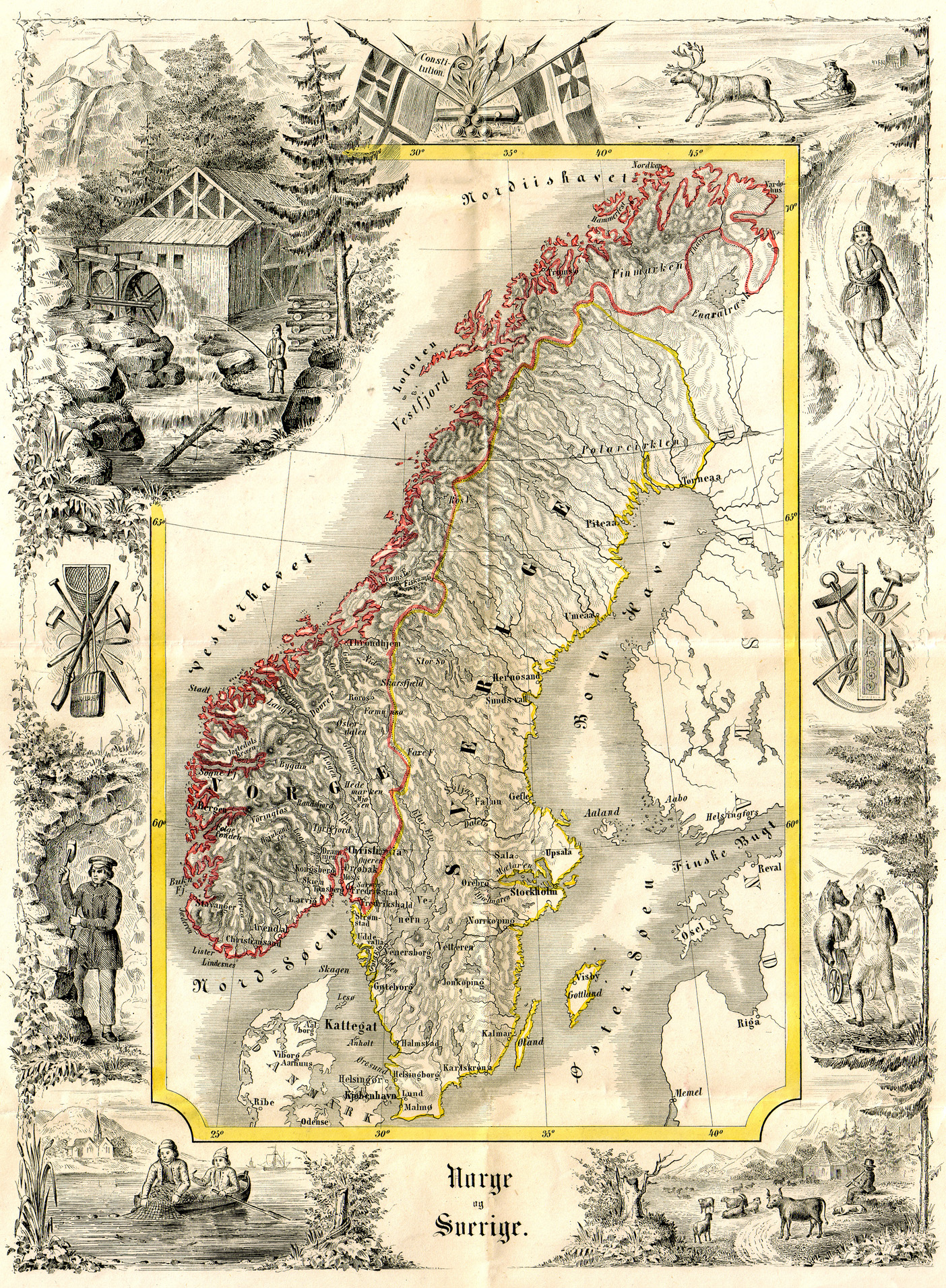
De Unie op een kaart uit 1847.

Na 1814 wordt Noorwegen getroffen door een lange en ernstige economische crisis. Aan de gemeenschappelijke markt met Denemarken is een einde gekomen en de Britse markt wordt gesloten voor Noors hout. Pas vanaf de jaren dertig van de negentiende eeuw raakt het land er weer bovenop. De handelsrechten worden uitgebreid en de invoertarieven worden meer gebaseerd op het vrijhandelsprincipe. In 1854 wordt de eerste spoorlijn tussen Oslo en Eidsvoll geopend. In de jaren veertig zien de eerste textielfabrieken en machinewerkplaatsen het licht. Door de economische groei verhevigt de klassenstrijd: de roep om democratie wordt steeds luider. In het Storting, het Noorse parlement, ontstaat een strijd tussen de bestuurders en de afgevaardigden van de boeren en de radicalen. In 1869 ontstaat de eerste partij: de Liberale Partij (Venstre). De conservatieven (Høyre) organiseren zich een paar maanden daarna.

## Evolutie naar onafhankelijkheid: een proces van separatisme (1871 - 1905)
Vanaf 1869 werden jaarlijkse parlementaire zittingen ingevoerd en in 1872 moesten de ministers, ondanks een grondwetswijziging, in het parlement bijeenkomen om hun beleid te verdedigen. Ondanks het feit dat hij daartoe geen grondwettelijk recht had, sprak de Zweedse koning zijn veto uit over een amendement op de grondwet in drie opeenvolgende parlementen. Bij de verkiezingen van 1882 stelden de eerste twee partijen, de liberalen en de conservatieven, zich kandidaat voor verkiezingen, en vervolgens slaagde de meerderheid erin het kabinet af te zetten. 
De rancune ten opzichte van de Zweden komt nog meer naar voren, omdat Stockholm het buitenlandbeleid voerde (zie: Noorse nationale romantiek). De grootste strijd met de Zweedse monarchie betrof de introductie van het parlementarisme: het grondwettelijke principe dat een regering steun moet hebben van de volksvertegenwoordiging om aan de macht te kunnen blijven. De koning weigerde dit goed te keuren. Daarop vroegen de Noren men zich af of zij wel de goedkeuring van de koning nodig hadden. 
De regering en de conservatieven meenden van wel, de liberalen vonden van niet. De verkiezingen van 1882 waren een overwinning voor de liberalen. De regering werd aangeklaagd en tijdelijk vervangen door een conservatieve interim-regering. Daarna stelde de koning noodgedwongen de liberale leider Johan Sverdrup aan als eerste minister. Tegen het einde van de eeuw liepen de conflicten binnen de Unie hoog op. Telkens verhinderde het Zweedse leger dat de Noren hun zin kregen. 
De consulatenkwestie, waarbij Noorwegen zijn eigen consulaten eiste, werd de unie fataal. De Noren maakten met een wet een einde aan de unie. De Zweden wilden onderhandelen en eisten een referendum. In die volksraadpleging stemden 368.392 Noren voor en slechts 184 tegen het plan. Uiteindelijk sloten beide landen een overeenkomst voor een vreedzame ontbinding van de unie.

## Het eerste deel van de twintigste eeuw
Welke regeringsvorm Noorwegen zal aannemen is het onderwerp van discussie. Uiteindelijk brengt een referendum soelaas: een grote meerderheid van het volk blijkt voor een monarchie. De Deense prins Carl wordt koning Haakon VII van Noorwegen. Noorwegen kent nu een periode van economische groei als gevolg van de tweede fase van de Industriële Revolutie, gekenmerkt door buitenlandse investeringen en de exploitatie van goedkope waterkracht. Dit alles brengt geen grote wijzigingen in ‘s lands sociale structuur: meer dan veertig procent van de bevolking werkt nog in de land- en bosbouw. De eerste vakbonden zijn er al sinds 1872 en sinds 1887 beschikt het land ook over een Arbeiderpartiet. In 1912 al wordt de Arbeiderspartij de op een na grootste in het Storting.
Bij het opstellen van een buitenlandbeleid voor het nieuwe land staat het meteen buiten kijf dat Noorwegen neutraal moet blijven. Dat is bovendien ook de mening van de bevolking. De neutraliteitspolitiek houdt de Noren buiten de Eerste Wereldoorlog. Ondanks de neutraliteit spande de Noorse regering zich in om Groot-Brittannië te steunen, zowel door Britse diplomatieke druk als anti-Duits sentiment. Deze steun komt in de vorm van de grote Noorse handelsvloot, die Groot-Brittannië van essentiële voorraden voorziet, terwijl Groot-Brittannië op zijn beurt Noorwegen vitale kolen levert. Dit zorgt ervoor dat Noorwegen wel de 'neutrale bondgenoot' wordt genoemd. Ondanks de neutraliteit is er door de duikbotenoorlog materiële schade aan de handelsvloot en laten tweeduizend zeelieden het leven. Daarnaast levert de oorlog ook aanzienlijke financiële winst op, waardoor men bedrijven die in buitenlandse handen verzeild zijn geraakt terug kan kopen. Bij de verkiezingen van 1918 zijn de liberalen bij de verliezers. Tot 1945 haalt geen enkele partij nog een meerderheid. De Arbeiderpartiet vormt in 1928 haar eerste regering, die weliswaar nog geen twintig dagen standhoudt. Tijdens de depressie van de jaren twintig lijden handel en scheepvaart grote verliezen. Een aantal banken gaat over de kop en de kroon devalueert door een tekort aan buitenlandse valuta. De lonen worden onder fel protest verlaagd. Vanaf 1932 is er herstel, al blijft de werkloosheid tot het begin van de Tweede Wereldoorlog.
In 1920 wordt Noorwegen lid van de Volkenbond: het einde van de neutraliteit. De samenwerking tussen de Scandinavische landen, die er al tijdens de oorlog is, wordt verdergezet in de Volkenbond. Door de oorlogsdreiging wordt eind de jaren dertig defensie opnieuw op de politieke agenda geplaatst. Er komt meer geld voor het leger, maar te laat om nog echt een invloed te hebben op de militaire kracht. Bij het uitbreken van 1939 kondigt Noorwegen dan maar opnieuw zijn neutraliteit af.

## Noorwegen tijdens de Tweede Wereldoorlog

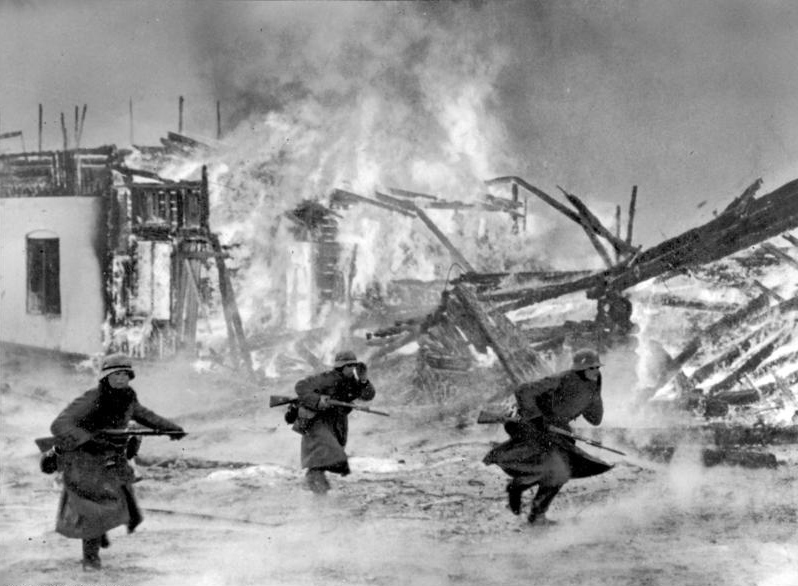
De Duitsers vallen in 1940 een Noors dorp aan

De neutraliteitsverklaring heeft maar weinig betekenis. De Noorse regering legt daarmee de waarschuwingen naast zich neer dat de strategische positie van Noorwegen voor nazi-Duitsland te belangrijk was om te negeren. In een verrassingsaanval op 9 april 1940 lanceert Duitsland Operatie Weserübung. De Duitse strijdkrachten vallen Oslo (Bergen, Trondheim, Kristiansand en Narvik) aan. Ondanks de kracht van het Duitse leger, en met Britse, Franse en Poolse steun weet het Noorse leger twee maanden stand te houden, langer dan elk ander land dat door Duitsland wordt binnengevallen met uitzondering van de Sovjet-Unie. Op 7 juni gaven de Noorse strijdkrachten zich over. De koninklijke familie, de regering en het burgerbestuur gaan in ballingschap in Groot-Brittannië. De Noorse nationaalsocialistische politicus Vidkun Quisling pleegt dezelfde dag een coup, maar stuit op fel verzet. De Duitsers zetten hem dezelfde week nog af en installeren een ‘bureaucratische administratie’. In september 1940 vormt Josef Terboven een kabinet met leden van Quislings partij en andere collaborateurs.In 1942 wordt deze administratie vervangen door een marionettenregering van Quisling.
In 1942 en 1943 proberen Britse commando's en Noorse verzetsstrijders meerdere keren de zwaarwaterfabriek in Vemork op te blazen. Het zwaar water hebben de Duitsers nodig om een atoombom te maken. Na meerdere mislukte missies lukt het de geallieerden in februari 1943 eindelijk de fabriek te vernietigen (zie ook Operation Freshman).
Het belangrijkste hulpmiddel van de Noren aan de geallieerden is de grote handelsvloot. Ondertussen worden de krijgsmachtonderdelen heropgericht en tegen het einde van de oorlog gaan eenheden zich vestigen in Zweden. De Duitsers profiteren tijdens de bezetting van de Noorse economie en nemen veertig procent van het bnp in beslag. Er vallen meer dan tienduizend doden en veertigduizend mensen worden gevangengenomen. Er is ook veel materiële schade door bombardementen. Noorwegen blijft bezet tot de capitulatie van Duitsland een feit is. Op dat moment zijn er vierhonderdduizend Duitse soldaten in het land, voor die tijd is dat één op elke tien inwoners. Op 8 mei 1945 beginnen Noorse verzetstroepen de posities van de nazi’s in te nemen. Ze krijgen daarbij geleidelijk aan steun van Noorse troepen uit Groot-Brittannië en Zweden. De regering en de koning keren terug naar Noorwegen.

## De naoorlogse periode
Na de oorlog krijgt de heropbouw van het land de hoogste prioriteit. De Arbeiderspartij behaalt bij verkiezingen de meerderheid en vormt een regering. De ontwikkelingen verlopen sneller dan gepland. De jaren daarop worden gekenmerkt door een gestage economische groei. Noorwegen gaat zich opnieuw bezinnen over het buitenlandbeleid. Men kiest er aanvankelijk voor neutraal te blijven en zo buiten conflicten tussen grootmachten te blijven. Men hoopt dat de Verenigde Naties, met de Noor Trygve Lie als eerste secretaris-generaal, veiligheid zullen garanderen. Uiteindelijk aanvaarden de Noren toch de Amerikaanse Marshallhulp. Eerst probeert men samen met de andere Scandinavische staten een militair bondgenootschap te creëren, maar in 1949 wordt het land toch lid van de NAVO.
De jaren zestig luiden het olietijdperk in. Proefboringen in de Noordzee brengen grote aardoliereserves aan het licht, die leiden tot een omvangrijke olie- en gasproductie. Later zijn er ook nog vondsten in de Noorse Zee en Barentszzee.
In de periode na de Tweede Wereldoorlog verliezen de sociaaldemocraten bij verkiezingen verschillende keren de meerderheid die ze voor en net na de oorlog wel hebben. De Arbeiderpartiet wordt aan de linkerzijde verzwakt door een socialistische afsplitsing. Daardoor kunnen conservatieven, christendemocraten en liberalen een regering vormen. Vervolgens regeren links en rechts afwisselend. Na verkiezingen kunnen geringe verschuivingen grote veranderingen in de regering opleveren. In 1981 krijgt het land zijn eerste vrouwelijke statsminister (premier): Gro Harlem Brundtland (Ap). Nog hetzelfde jaar verliest haar partij de verkiezingen. Daarna is ze van 1986 tot 1989 en van 1990 tot 1996 regeringsleider. Ze zet zich sterk in voor de vrouwenbeweging en het milieu. In 1996, nadat Brundtland onverwacht is afgetreden, volgt partijgenoot Thorbjørn Jagland haar op. Een jaar later verliest hij de verkiezingen en wordt de christendemocraat Kjell Magne Bondevik minister-president van een coalitie tussen Høyre, de KrF en Venstre. Bondevik leidt echter een minderheidskabinet dat in maart 2000 valt. Jens Stoltenberg (Ap) vormt daarop eveneens een minderheidskabinet. Bij de verkiezingen van 2001 leiden de sociaaldemocraten grote verliezen. Bondevik vormt opnieuw een regering. De verkiezingen van 2005 leveren dan weer een grote winst voor de sociaaldemocraten van Stoltenberg. Hij vormt een coalitie met de SV en de Senterpartiet, die na de verkiezingen van 2009 kan worden verdergezet.
In het naoorlogs overheidsbeleid zijn twee prioriteiten duidelijk herkenbaar: een toegenomen welvaart en een rechtvaardige verdeling. Men probeert een balans te vinden tussen economische overwegingen en sociale gelijkheid. De invoering van het Noorse Nationale Verzekeringssysteem (1967) en de uitbreiding van grote delen van de sectoren onderwijs en gezondheidszorg maken deel uit van een grootschalige ‘publieke revolutie’. De herverdeling van goederen tussen verschillende regio’s en industrieën heeft de ontvolking van verafgelegen noordelijke en oostelijk gebieden kunnen beperken.
Noorwegen heeft intussen vier keer geprobeerd toe te treden tot de Europese Unie. In 1962 en 1967 stelde Frankrijk zijn veto en later in 1972 en 1994 werd het afgewezen door een referendum bij de Noorse bevolking. Noorwegen werd echter wel lid van de EVA, de EER en de Schengenruimte.